# 13. junij
13. junij je 164. dan leta (165. v prestopnih letih) v gregorijanskem koledarju. Ostaja še 201 dan.

## Dogodki
- 1373 – Anglija in Portugalska skleneta zavezništvo
- 1774 – Rhode Island kot prva severnoameriška kolonija prepove uvoz sužnjev
- 1798 – ustanovljen misijon San Luis Rey de Francia v Kaliforniji
- 1878 – začne se Berlinski kongres
- 1898 – oblikovano ozemlje Jukon s prestolnico Dawson
- 1940 – maršal Philippe Pétain sklene premirje z Nemčijo
- 1944 – Nemčija z izstrelki V1 napade Anglijo
- 1945 – kitajska vojska vdre v Indokino
- 1956 – Združeno kraljestvo se umakne s Sueškega prekopa in ga prepusti Egiptu
- 1973 – Henry Kissinger in Lê Ðức Thọ podpišeta sporazum o premirju v Vietnamu
- 1982 – Fahd na prestolu Saudove Arabije nasledi umrlega očeta Khalida
- 1983 – Pioneer 10 kot prvi izdelek človeških rok zapusti Osončje
- 1995 – Jacques Chirac napove ponovne francoske jedrske poskuse na Mururoi v Francoski Polineziji
- 2004 – Slovenija prvič sodeluje na volitvah v Evropski parlament
- 2010:
  - na Slovenskem evharističnem kongresu v Celju kardinal Tarcisio Bertone beatificira Lojzeta Grozdeta
  - Slovenska nogometna reprezentanca na Svetovnem prvenstvu v Južni Afriki z 1 : 0 doseže zgodovinsko zmago proti Alžiriji

## Rojstva
- 40 – Gnaeus Julius Agricola, rimski general († 93)
- 823 – Karel Plešasti, kralj Frankovskega kraljestva in cesar Svetega rimskega cesarstva († 877)
- 1367 – Tedžun, korejski kralj iz dinastije Čoson (Joseon) († 1422)
- 1539 – Jost Amman, švicarsko-nemški slikar, grafik († 1591)
- 1773 – Thomas Young, angleški fizik († 1829)
- 1831 – James Clerk Maxwell, škotski fizik, matematik († 1879)
- 1851 – admiral Anton Haus, avstro-ogrski mornariški častnik, († 1917)
- 1854 – sir Charles Algernon Parsons, britanski inženir († 1931)
- 1865 – William Butler Yeats, irski pesnik, dramatik, nobelovec 1923 († 1939)
- 1870 – Jules Jean Baptiste Vincent Bordet, belgijski mikrobiolog, nobelovec 1919 († 1961)
- 1878 – Bruno Frank, nemški pisatelj, pesnik, dramatik, humanist († 1945)
- 1884 – Étienne Gilson, francoski krščanski filozof († 1978)
- 1888 – Fernando António Nogueira Pessoa, portugalski pesnik († 1935)
- 1893 – Dorothy Leigh Sayers, angleška pisateljica († 1957)
- 1897 – Paavo Nurmi, finski tekač († 1973)
- 1899 – Carlos Antonio de Padua Chávez y Ramírez, mehiški skladatelj, dirigent († 1978)
- 1899 – Anton Slodnjak, slovenski književni zgodovinar († 1983)
- 1901 – Tage Erlander, švedski predsednik vlade († 1985)
- 1911 – Luis Walter Alvarez, ameriški fizik, nobelovec 1968 († 1988)
- 1935 – Kristo Javačev - Christo, bolgarski umetnik
- 1945 – Whitley Strieber, ameriška pisateljica
- 1959 – Klaus W. Iohannis, romunski predsednik
- 1963 – Bettina Bunge, nemška tenisačica
- 1980 – Sarah Connor, nemška pevka
- 1982 – Kenenisa Bekele, etiopski atlet, tekač na dolge proge
- 1986 – Mary-Kate in Ashley Olsen, ameriški filmski igralki

## Smrti
- 1036 – Ali az-Zahir, fatimidski kalif v Egiptu (* 1005)
- 1231 – Anton Padovanski, portugalski redovnik, teolog, svetnik (* 1195)
- 1256 – Tankej, japonski kipar (* 1173)
- 1273 – Hodžo Masamura, japonski šogun (* 1205)
- 1348 – Don Juan Manuel, kastiljski princ, pisec, moralist (* 1282)
- 1645 – Mijamoto Musaši, japonski samuraj, mečevalec, pesnik (* 1584)
- 1825 – Johann Peter Melchior, nemški oblikovalec porcelana (* 1742)
- 1871 – Jean Eugène Robert-Houdin, francoski čarovnik (* 1805)
- 1876 – Mihail Aleksandrovič Bakunin, ruski anarhist (* 1814)
- 1886 – Ludvik II., bavarski kralj (* 1845)
- 1931 – Šibasaburo Kitasato, japonski zdravnik, bakteriolog (* 1853)
- 1965 – Martin Buber, avstrijsko-judovski filozof (* 1878)
- 1980 – Walter Rodney, gvajanski zgodovinar, politik (* 1942)
- 1982 – Khalid, kralj Saudove Arabije (* 1913)
- 1986 – Benny Goodman, ameriški jazzovski glasbenik (* 1909)
- 1998 – Lúcio Costa, brazilski arhitekt (* 1902)

## Goduje
- sveti Anton Padovanski